# René Wismer
René Wismer (Zürich, 1917 – 2002) was een Zwitsers graficus en kunstschilder.

## Leven en werk
Wismer werd opgeleid aan de Kunstgewerbeschule in Zürich en Bazel. Hij woonde en werkte later in het groothertogdom Luxemburg. Als graficus ontwierp en maakte Wismer onder meer affiches en postzegels. In de jaren 1940 nam hij deel aan de salons van de kunstenaarsvereniging Cercle Artistique de Luxembourg. Wismer was in 1974-1975 een van de oprichters van drukkerij Typolith in Bonnevoie, naast Victor Bontemps, Léon Wilhelmy en Ed. Huysegems.
Het Lëtzebuerg City Museum heeft werk van Wismer in de collectie.

## Enkele werken
- 1948 ontwerp van een reliëf van het wapen van de Abdij van Echternach voor nieuwe luidklokken van de basiliek.[7]
- 1950 Affiche Moto-cross international, ter gelegenheid van motorraces in Ettelbruck.
- 1952 Affiche Grand-Prix de Moto-cross du Grand-Duché de Luxembourg, ter gelegenheid van motorraces in Ettelbruck.
- 1955 Affiche Le miracle de Mondorf les bains voor de Loterie Nationale (nationale loterij).
- 1956 Affiche Rallye des Folies Carnavalesques
- 1962 Affiche voor 'Rose'-boter van Luxlait.
- 1962 Affiche voor de Loterie Nationale.
- 1973 Affiche ter gelegenheid van de 33e Tour de Luxembourg voor de Loterie Nationale.
- 1983 Postzegel Du cheval au code postal, ter gelegenheid van het World Communications Year.
- 1983 Postzegel ter gelegenheid van de 50e verjaardag van de Luxemburgse basketbalfederatie.[8]
- 1998 Postzegel en affiche ter gelegenheid van het 50-jarig jubileum van de Féerie du Genêt à Wiltz.[9]